# 貧困の文化
貧困の文化（ひんこんのぶんか、英: culture of poverty）は、人類学者オスカー・ルイスが著書『貧困の文化―メキシコの“五つの家族”』(1959年)の中で用いた表現で、貧困者が貧困生活を次の世代に受け継ぐような生活習慣や世界観を伝承しているという考え。

## 概要
松岡陽子は「貧困の文化」理論のエッセンスを次の16点に集約している。
- 〈貧困の文化〉とは貧困とそれに伴う諸性質を持ち、それ自体の構造と根本原理を持つサブカルチャー（部分文化）である。
- 〈貧困の文化〉は、著しく安定して根強く、世代から世代へ受け継がれていく、一つの生活様式をもつ。
- 〈貧困の文化〉は、ある積極的意味を持つものであり、それなしには貧困者はとうてい存続できないようなある報酬をもたらす。
- 〈貧困の文化〉は、地域的、民俗―都市的、あるいは国民的差異を超え、家族構成、対人関係、時間的定位感、価値体系、消費型に著しい類似性を示す。
- 〈貧困の文化〉は、さまざまな歴史的文脈のなかで生じる。しかしそれが成長発達する傾向を示すのはある一連の条件をそなえた社会においてである。その条件とは「貨幣経済、賃金労働、利潤のための生産」「未熟練労働に関しては、慢性的に高率を示している失業と不完全雇用」「低賃金」「低所得者に対して、社会的・政治的・経済的組織が与えられていないこと」「単性系譜よりもむしろ両性系譜による親族関係が存続すること」「冨と財産の蓄積、昇進の可能性、倹約を強調し、低い経済状態を個人の能力の欠如や劣等性の結果と見なすような価値体系が支配階級に存在すること」である。
- 〈貧困の文化〉には、約70の互いに関連する社会的・経済的・心理的特性が確認される。例えば経済的特性は、失業と不完全雇用、低賃金、未熟練職業の寄せ集め、子供の労働、貯蓄の欠如などが、また社会的・心理的特性は人口過密、プライバシーの欠如、群集性、高いアルコール依存、暴力などがあげられる。また、その特性の数と、それらの相互関係は社会により、家族により変化し得る。
- 〈貧困の文化〉は、成層化し、高度に発達した資本主義社会における貧困者が、自らの周辺的な地位に対して示す適応と反発である。それは、より多い社会が価値あるものとして目標としているような成功を勝ちとることはとうてい不可能であると認識した結果生じる、あきらめと絶望感に立ち向かおうとする努力を表現している。
- 〈貧困の文化〉がひとたび産み出されると、子供たちへの影響により世代から世代へと存続してゆく。スラムの子供たちはたいてい6、7歳になれば、貧困の文化の基本的価値と態度が染み込んでおり、それらを打開する柔軟性を失っている。
- 〈貧困の文化〉が発達するのがもっとも頻繁に見られるのは社会的、経済的体系が崩壊しつつあるとき、または別の体系にとって変わられようとするときである。
- 〈貧困の文化〉を担う第一の候補者は急速に変化しつつある社会の低階層出身者で、すでに部分的にせよ、社会から阻害されている人々である。
- 〈貧困の文化〉に属する人々は、より大きな社会の主な制度機構に有効な形で参加し、融合していない。
- 〈貧困の文化〉に属する人々は、中産階級的な価値を認識しており、それについて語り、それらのあるものは自分たちのものとさえ主張するが、全体としてそれに則って生活することはない。
- 〈貧困の文化〉の状況下では、大家族のレベルを超える組織は最小限しかない。
- 〈貧困の文化〉に属する人々は、人生の周期の中で特に長期の、保護下にある段階としての子供時代が欠けている。
- 〈貧困の文化〉に属する人々は、強い周辺性意識、絶望感、依頼心、劣等感を持つ。
- 貧困と〈貧困の文化〉は異なり、非常に貧しい層を構成しながら、貧困の文化とは言えない生活様式を守っている例がある。例えば、未開民族、インドにおける低いカーストの人々、東ヨーロッパのユダヤ人、社会主義国の貧困者があげられる。

〈貧困の文化〉論の核となっているのは「野心の少なさ、あきらめの気持ちや宿命論」であり、ルイスはそれらを鍵概念として度々指摘している。そしてそれらは「希望（宗教的な救済でも地位達成願望でも運動的な目標でもよい）」という将来に対する見通しによって変わってくるものであり、「希望」の有無が〈貧困の文化〉を持つかどうかの分水嶺となっている。

## 評価
「貧困の文化」論は。民主党のダニエル・パトリック・モニハン上院議員のモニハン・レポートなどに採用され、アメリカの対貧困政策に大きな影響を与えている。
その一方で、ルイスがこの概念を提案して以来、人類学者や社会学者などから数多くの批判がなされており、しかもルイスのモデルはそもそも現実のデータとあっていない(Goode and Eames, 1996)と指摘される。またこの概念は、本来発展途上国を対象としたものである為、先進国の政策に応用するのは不適切とされる。
ルイスの研究は古典的な社会保障の立場から、一種の犠牲者非難であるという指摘もあるが、〈貧困の文化〉をめぐる問題の根底には、研究の最終的な到達点の違い（「貧困」の根絶か、「生き生きとした生活」を可能にする条件の実現か）があり、単なる犠牲者非難に堕すのではないとも指摘される。